# Eugénie von Schweden

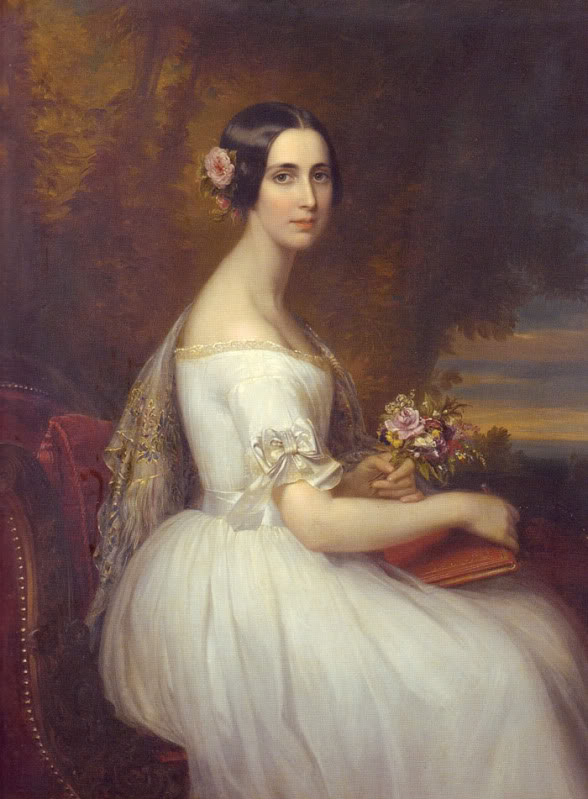
Eugénie von Schweden, Gemälde von Friedrich Dürck, 1849

Prinzessin Eugénie von Schweden, eigentlich Charlotta Eugénie Augusta Amalia Albertina von Schweden und Norwegen (* 24. April 1830 in Stockholm; † 23. April 1889 ebenda), aus dem Hause Bernadotte, war eine schwedische Philanthropin und Kunstliebhaberin, sie betätigte sich als Komponistin, Malerin, Bildhauerin und Schriftstellerin.

## Leben
Eugénie wurde als viertes Kind von König Oskar I. und Josephine von Leuchtenberg im Stockholmer Schloss geboren. Die einzige Tochter des Königspaares wurde nach ihrem Großvater Eugène benannt. Die erwachsene Prinzessin erinnert sich ihrer Kindheit: Nie habe sie ein gleichaltriges Mädchen als Spielgefährtin gehabt. Eine Spielzeugpuppe habe sie nicht gekannt. Stets habe sie mit ihren Brüdern Jungenspiele gespielt. Gern erinnert sich Eugénie an die Aufenthalte auf dem königlichen Sommersitz Schloss Tullgarn gemeinsam mit ihrem drei Jahre älteren Lieblingsbruder Prinz Gustav, dem Zweitgeborenen ihrer drei Brüder. Ihre beiden Erzieher – die Hofdame Karen Anker und der Hofkaplan Dr. J. G. Lundberg – wollten die Prinzessin mit all ihrem Durchsetzungsvermögen zu einem fügsamen Fräulein erziehen.

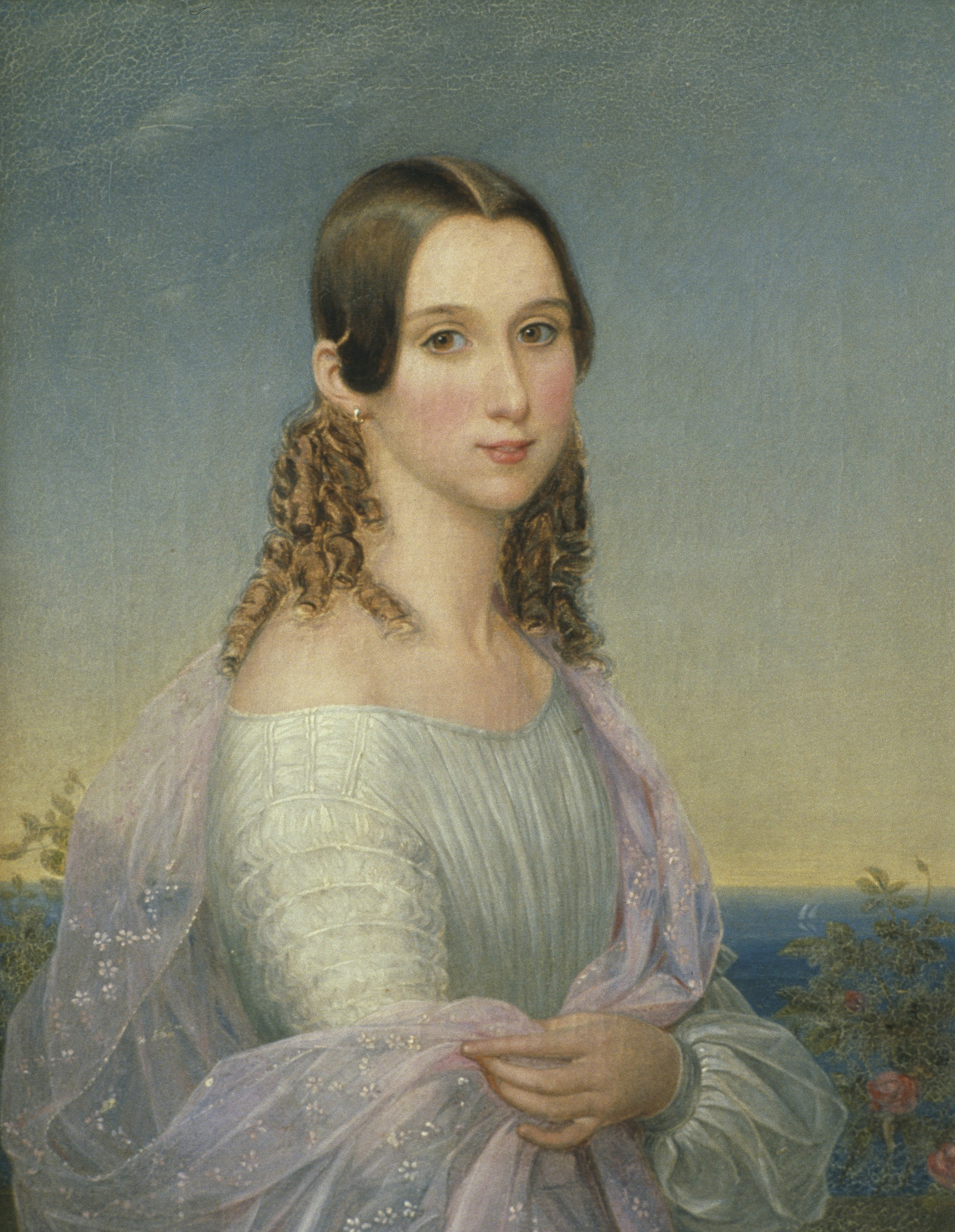
Eugénie von Schweden, 1846 porträtiert von Nils Blommér

1843 besuchte Eugénie mit den Eltern die Großmutter Auguste in Bayern. Ein Jahr darauf erkrankte die 14-Jährige. Vermutlich hatte sich die Prinzessin bei einem tuberkulosekranken Hauslehrer angesteckt. 1846 reiste Eugénie mit Karl, dem Erstgeborenen ihrer Brüder, nach Preußen. Für die Prinzessin sollte ein passender Gatte gefunden werden. Tatsächlich bekam das ziemlich hübsche junge Mädchen Offerten von Napoleon III. sowie von dänischen und deutschen Prinzen. Alle Heiratsprojekte zerschlugen sich – wahrscheinlich auch, weil Eugénie nicht heiraten wollte.
1852 starb Gustav während eines Aufenthalts der Königsfamilie in Christiania. Die Prinzessin, seelisch von dem schmerzlichen Verlust des geliebten Bruder gezeichnet, bekam eine Lungenentzündung, von der sie sich zeitlebens nicht richtig erholte. 1860 empfahl ihr der Arzt Magnus Huss das Gotländer Klima zur Kur. Fortan verbrachte Eugénie die Sommer in Fridhem bei Visby.
Nach dem Tode des Bruders war die Prinzessin religiöser interessiert als zuvor. Die Tochter eines Protestanten und einer Katholikin favorisierte die Ökumene. Beeindruckt wurde sie von den Lehren des Thomas von Kempen und der Erweckungsbewegung des Carl Rosenius. Eugénie öffnete Lord Radstock ihr Haus.
Durch eine Erbschaft 1876 nach dem Tode ihrer Mutter kam die Prinzessin zu beträchtlichem Vermögen. Anspruchslos lebend, gab sie ihr Geld karitativ aus. Ihr Bruder Oskar gebot, als das überhandnahm, Einhalt. Eugénie lenkte ein und bedachte Familienangehörige testamentarisch. Die Prinzessin starb nach langer Krankheit und wurde in der Riddarholmskyrkan beigesetzt.

## Wirken

### Künstlerisch

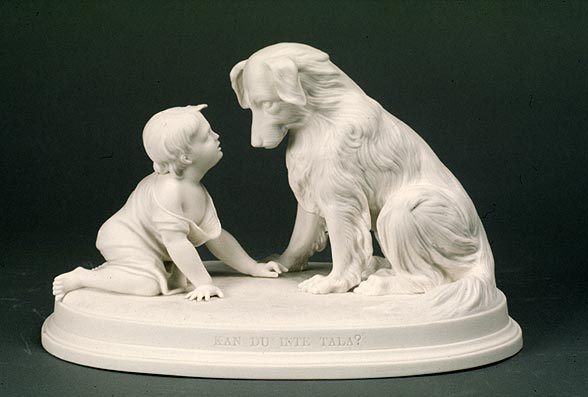
Prinzessin Éugenies Skulptur Kan-du-inte-tala, gefertigt in den 1880er Jahren

Eugénie komponierte Klavierstücke und Lieder. Sie war mit der schwedischen Komponistin Lotten Edholm (1839–1930) befreundet.
Die Prinzessin studierte Malerei und aquarellierte. Ihr wurde Talent bescheinigt, doch bei Hofe wurde ihre diesbezügliche Ausbildung behindert. Die Mutter verbot der Tochter Aktmalerei.
Als Schülerin von Molin wurde Eugénie bildhauerisch tätig. Ihre Modelle wurden zu Porzellanstatuen verwendet. 1873 wurde sie Ehrenmitglied der Kungliga Konsthögskolan Stockholm.
Schriftstellerisch trat sie 1864 mit dem Abriss „Schwedische Prinzessinnen“ hervor und übersetzte ein Werk von Magnus Friedrich Roos aus dem Deutschen.

### Humanitär
1866 gründete sie auf Gotland ein Waisenhaus für Jungen und 1869 für Mädchen. Aus dem Erlös vom Verkauf der Diamanten ihrer Großmutter Désirée Clary eröffnete sie ebenfalls 1869 auf Gotland eine Palliativstation. In den Jahren 1875 bis 1888 verwirklichte Eugénie auf Gotland weitere humanitäre Hilfsunternehmungen.
Carl David af Wirsén (1842–1912) würdigte die Wohltätigkeit der Prinzessin in einem Gedicht.